# منینگ (کارولینای جنوبی)
منینگ(به انگلیسی: Manning) شهری در ایالت کارولینای جنوبی کشور ایالات متحده آمریکا است که جمعیت آن در سرشماری سال ۲۰۱۰ میلادی، ۴٬۱۰۸ نفر بوده‌است.